# Cheilotrichia stygia
Cheilotrichia stygia är en tvåvingeart som först beskrevs av Alexander 1927.  Cheilotrichia stygia ingår i släktet Cheilotrichia och familjen småharkrankar. Inga underarter finns listade i Catalogue of Life.